# Планшир

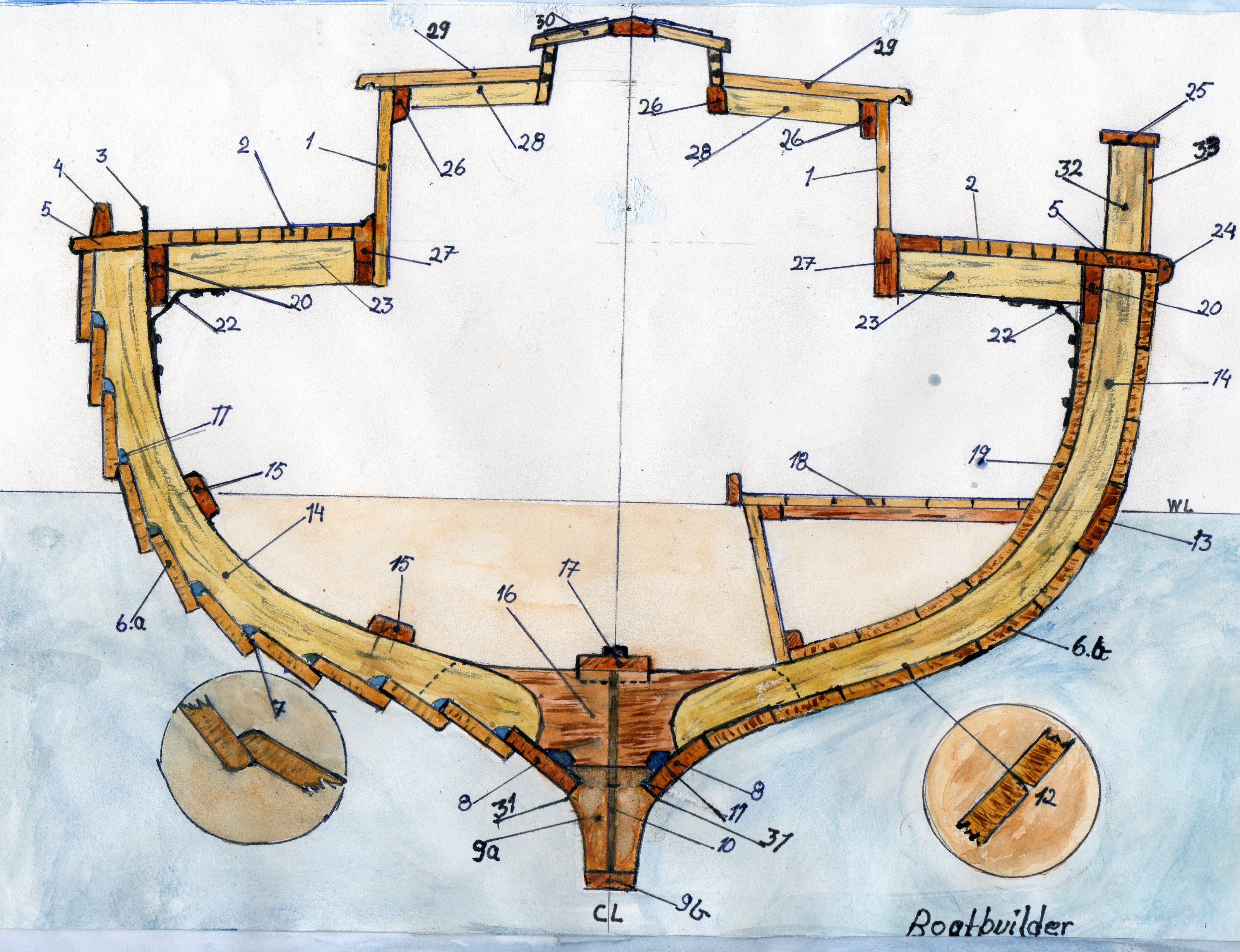
Планшир на дерев'яному корпусі судна.(позначка № 25)

Планши́р (від англ. planksheer — «брусова кривизна, брусова сідлуватість»; у сучасній англійській gunwale) — горизонтальний дерев'яний брус або сталевий профіль (сталевий профіль може бути обрамлений дерев'яним брусом) у верхній частині фальшборту судна або борту човна.
На старовинних вітрильних суднах для виготовлення планшира (або для обрамлення металевого планшира) використовувався дерев'яний брус. На сучасних торгових та військових кораблях фальшборт обрамлений зверху сталевим планширом. На пасажирських суднах і в деяких найбільш «репрезентативних» місцях на торгових суднах (на крилах містка, наприклад) сталевий планшир може бути також обрамлений дерев'яним брусом. Планшир схожий на поручень балконних перил. Сталевий планшир додатково виконує роль ребра жорсткості фальшборту.
У військових вітрильників фальшборт з метою захисту команди від рушничного вогню досягав висоти людського зросту і більше, а планшир перетворювався на витягнутий уздовж фальшборту вузький, піднятий над палубою майданчик, на який піднімалися для огляду поверхні моря, а також для того, щоб укласти спальні ліжка в одну сітку вздовж бортів, як додаткового засобу захисту.

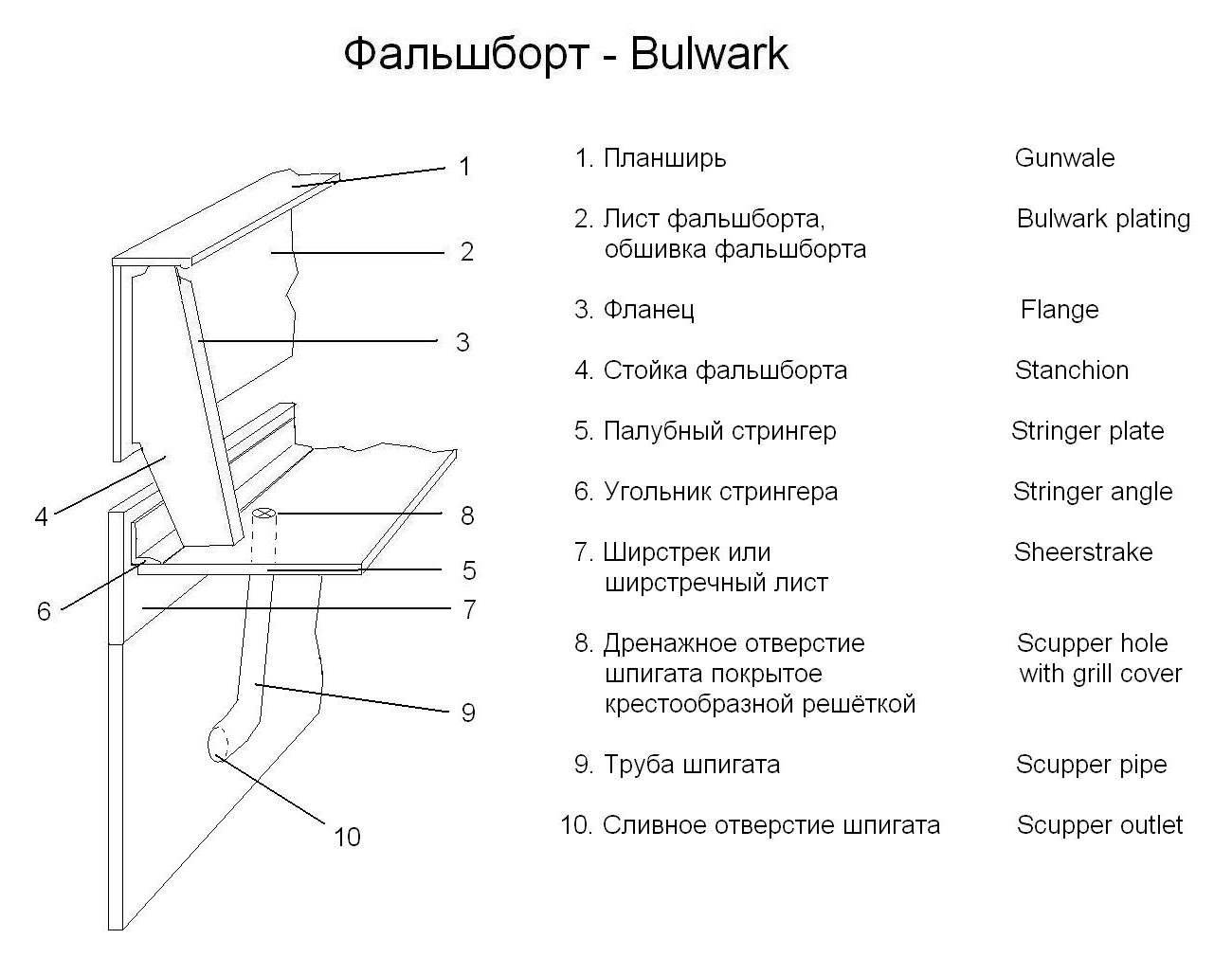
Будова сталевого фальшборту і палубного шпігату сучасного судна (назва елементів російською і англійською мовами)